# Inés Thomas Almeida
Inés Thomas Almeida (11 de junio de 1976, Santo Domingo, República Dominicana) es una musicóloga, investigadora universitaria y mezzosoprano de origen dominicano y portugués, actualmente residente en Lisboa.

## Vida y Carrera
Inés Thomas Almeida nació en República Dominicana y creció en Portugal como bilingüe y con doble nacionalidad. Hizo el curso de piano en el Instituto Gregoriano de Lisboa en la clase de Luiza Gama Santos y frecuentó la Licenciatura en Canto de la Universidad de Évora. Ganó por dos años consecutivos una Distinción de Mérito, otorgada por esta Universidad al mejor alumno de cada curso.
Luego se mudó para Alemania. Es diplomada en Canto por la Escuela Superior de Música y Teatro de Rostock, habiendo terminado este curso en 2007. En el Estudio de Ópera de esta escuela, cantó entre otros el papel principal de la ópera Orfeo y Eurídice de Christoph Willibald Gluck y la Zia Principessa en Suor Angelica de Giacomo Puccini. Frecuentó clases magistrales con Teresa Berganza, Krisztina Laki, Hanna Schwarz, Jill Feldman, Claudia Eder y Norman Shetler. Se ha presentado como solista en vários conciertos en Alemania.
En 2008 fue laureada del Concurso Internacional de Canto Kammeroper Schloss Rheinsberg, en el cual concurrieron más de 450 cantantes provenientes de 40 países. Como laureada de este concurso, participó en varias producciones en la Ópera de Rheinsberg, como la "Rheinsberger Sängernacht" y "Die Weisse Dame" de F. Boieldieu, y también con árias de la ópera Carmen de Georges Bizet. Es becada de la Fundación Yehudi Menuhin Live Music Now.
En febrero de 2009, invitada por la Embajada de la República Dominicana en Portugal, se presentó con gran éxito en el Palácio Foz en Lisboa con el programa Poema en Forma de canciones, totalmente dedicado a compositores iberoamericanos. Se presentó con frecuencia en Portugal y Alemania, interpretando además del repertorio clásico de Lied y ópera, también canciones líricas de compositores iberoamericanos y repertorio tradicional de Fado.
Vive en Lisboa desde 2016, donde hizo el doctorado en musicología histórica en la Universidad Nueva de Lisboa. Actualmente, es investigadora integrada en la Facultad de Ciencias Sociales y Humanas de esa universidad. Su tesis doctoral, con el título "La mirada alemana: La práctica musical portuguesa a finales del siglo XVIII según fuentes alemanas", obtuvo la máxima calificación por unanimidad. Sus principales intereses de investigación son la música en el siglo XVIII, la literatura de viajes moderna, las mujeres y la música, los protofeminismos, las redes culturales transnacionales y las conexiones entre Alemania, Austria y Portugal en el siglo XVIII. Ha publicado artículos científicos en revistas especializadas, sobre los informes de viajes alemanes a Portugal, los compositores portugueses y el Tercer Reich, la salonnière berlinesa lusófona Henriette Herz y varios temas relacionados con el siglo XVIII. Ines Thomas Almeida leccionó en la Academia Nacional Superior de Orquesta, y se presenta con regularidad como docente y/o conferenciante en la Universidad Nueva de Lisboa, la Ópera de Lisboa y en la Fundación Calouste Gulbenkian.